# Марк Фіш
Марк Фіш (англ. Mark Fish, нар. 14 березня 1974, Кейптаун) — південноафриканський футболіст, що грав на позиції захисника. По завершенні ігрової кар'єри — футбольний тренер.
Виступав, зокрема, за клуб «Болтон Вондерерз», а також національну збірну ПАР.
У складі збірної — володар Кубка африканських націй.

## Клубна кар'єра
Народився 14 березня 1974 року в місті Кейптаун. Вихованець футбольної школи клубу «Кайзер Чіфс».
У дорослому футболі дебютував 1991 року виступами за команду клубу «Джомо Космос», в якій провів два сезони, взявши участь у 55 матчах чемпіонату. 
Згодом з 1993 по 1997 рік грав у складі команд клубів «Орландо Пайретс» та «Лаціо».
Своєю грою за останню команду привернув увагу представників тренерського штабу клубу «Болтон Вондерерз», до складу якого приєднався 1997 року. Відіграв за клуб з Болтона наступні три сезони своєї ігрової кар'єри. Більшість часу, проведеного у складі «Болтона», був основним гравцем захисту команди.
Протягом 2000—2006 років захищав кольори клубів «Чарльтон Атлетик» та «Іпсвіч Таун».
Завершив професійну ігрову кар'єру у клубі «Джомо Космос», у складі якого вже виступав раніше. Прийшов до команди 2007 року, захищав її кольори до припинення виступів на професійному рівні у 2007 році.

## Виступи за збірну
У 1993 році дебютував в офіційних матчах у складі національної збірної ПАР. Протягом кар'єри у національній команді, яка тривала 12 років, провів у формі головної команди країни 62 матчі, забивши 2 голи.
У складі збірної був учасником Кубка африканських націй 1996 року у ПАР, здобувши того року титул континентального чемпіона, розіграшу Кубка конфедерацій 1997 року у Саудівській Аравії, Кубка африканських націй 1998 року у Буркіна Фасо, де разом з командою здобув «срібло», чемпіонату світу 1998 року у Франції, Кубка африканських націй 2000 року у Гані та Нігерії, на якому команда здобула бронзові нагороди.

## Кар'єра тренера
Розпочав тренерську кар'єру невдовзі по завершенні кар'єри гравця, 2009 року, очоливши тренерський штаб клубу «Танда Роял Зулу». Наразі досвід тренерської роботи обмежується цим клубом.

## Титули і досягнення
- Володар Кубка африканських націй: 1996
- Срібний призер Кубка африканських націй: 1998
- Бронзовий призер Кубка африканських націй: 2000